# Rościsław Iwanow-Ruszkiewicz
Rościsław Iwanow-Ruszkiewicz (ur. 22 czerwca 1919 w Mikuliczach, zm. 16 września 1990 w Kościanie) – polski koszykarz, mistrz i reprezentant Polski.

## Życiorys
Urodził się w rodzinie prawosławnej jako Rościsław Iwanow. Przed II wojną światową był uczniem Gimnazjum i Liceum im. Sułkowskich w Rydzynie, gdzie w 1939 zdał maturę. Po II wojnie światowej przyjął nazwisko Ruszkiewicz. Był zawodnikiem Warty Poznań, w jej sekcjach koszykówki, siatkówki i piłki ręcznej, a następnie KKS (Kolejarza) Poznań.
Największe sukcesy odnosił w koszykówce. Zdobył brązowy medal mistrzostw Polski w 1946 i 1948 z Wartą, a następnie mistrzostwo Polski (1949 i 1951) i wicemistrzostwo Polski (1950) z KKS. W latach 1946–1948 wystąpił siedem razy w reprezentacji Polski, m.in. na mistrzostwach Europy w 1946 (9 miejsce).
W 1952 ukończył Państwową Szkołę Inżynierską w Poznaniu. Następnie mieszkał i pracował w Kościanie, m.in. jako dyrektor tamtejszego PGR i POM. W 1953 stworzył sekcję koszykarską w Kolejarzu Kościan i prowadził ją do 1958.
Był odznaczony Krzyżem Kawalerskim Orderu Odrodzenia Polski.